# GetBasic
GetBasic is een Belgische mediaorganisatie.

## Historiek
De organisatie werd opgericht op 14 oktober 1995 als AanZet, dienst voor Maatschappelijke Vorming en Actie. Op 1 maart 2010 lanceerde ze de nieuwswebsite DeWereldMorgen.be. In december 2013 werd de organisatie omgevormd tot GetBasic (GB).

## Bekende (ex-)bestuursleden en medewerkers
- Jan Blommaert
- Christophe Callewaert
- Thomas Decreus
- Ciska Hoet
- Bieke Purnelle
- Han Soete